# Куадра, Хоакин
Хоакин Куадра Лакайо (исп. Joaquín Cuadra Lacayo) — никарагуанский революционер, член СФНО в 1972—2000 годах. После победы Сандинистской революции 1979 года — начальник штаба Сандинистской народной армии (EPS), затем главнокомандующий армии Никарагуа.

## Биография
Куадра заинтересовался политикой, теологией освобождения и марксизмом ещё в старшей школе. Когда он изучал право в руководимом иезуитами Центральноамериканском университете большое влияние на него оказал один из преподавателей, отец Уриэль Молина. В ноябре 1971 года его студенты, включая Куадру, основали базовую церковную общину в одном из манагуанских баррио. 
В 1972 году Куадра был завербован в СФНО Рикардо Моралесом Авилесом и Оскаром Турсиосом, присоединившись к вооружённой борьбе против диктатуры Анастасио Сомоса Дебайле. В составе сандинистского коммандос из 13 человек в ночь на 27 декабря 1974 года он участвовал в захвате дома бывшего президента Национального банка Никарагуа Хосе Марии Кастильо Куанта, где были взяты заложники, включая посла Никарагуа в США Гильермо Севилью Сакасу и зятя Сомосы Дебайле, с требованием освободить политических заключённых, в том числе Даниэля Ортегу.
Он помогал Эдену Пасторе при взятии Национального дворца 22 августа 1978 года и координировал действия Внутреннего фронта во время восстаний 1978-1979 годов в рамках Заключительного наступления. После победы Сандинистской революции он был основателем EPS и начальником её Генерального штаба в звании генерал-майора. Получив звание генерала армии, 21 февраля 1995 года он принял на себя высшее командование армией Никарагуа, сменив Умберто Ортегу. 

После ухода из армии и передачи командования Хавьеру Карриону в 2000 году он основал Движение национального единства (MUN), выставив свою кандидатуру на пост президента республики на всеобщих выборах в ноябре 2001 года. В XXI веке критиковал Даниэля Ортегу и его правление, особенно силовое подавление протестов в Никарагуа в 2018 году.